# Тибет
29°39′ пн. ш. 91°06′ сх. д. / 29.65° пн. ш. 91.1° сх. д.
Тибе́т (тиб. བོད་; bod [pʰø̀ʔ]; кит. 西藏, пін. Xīzàng) — історико-географічний регіон в Центральній Азії, територіально охоплює Тибетське нагір'я. У квітні 1951 року анексований Китаєм. Опозиційні сили роблять спроби відновити суверенність. Історичною столицею Тибету є місто Лхаса.
На сьогодні уряд Тибету розташований у вигнанні і перебуває в індійському місті Дхарамсала. Головою уряду до 2002 року був Далай-лама XIV.

## Географія

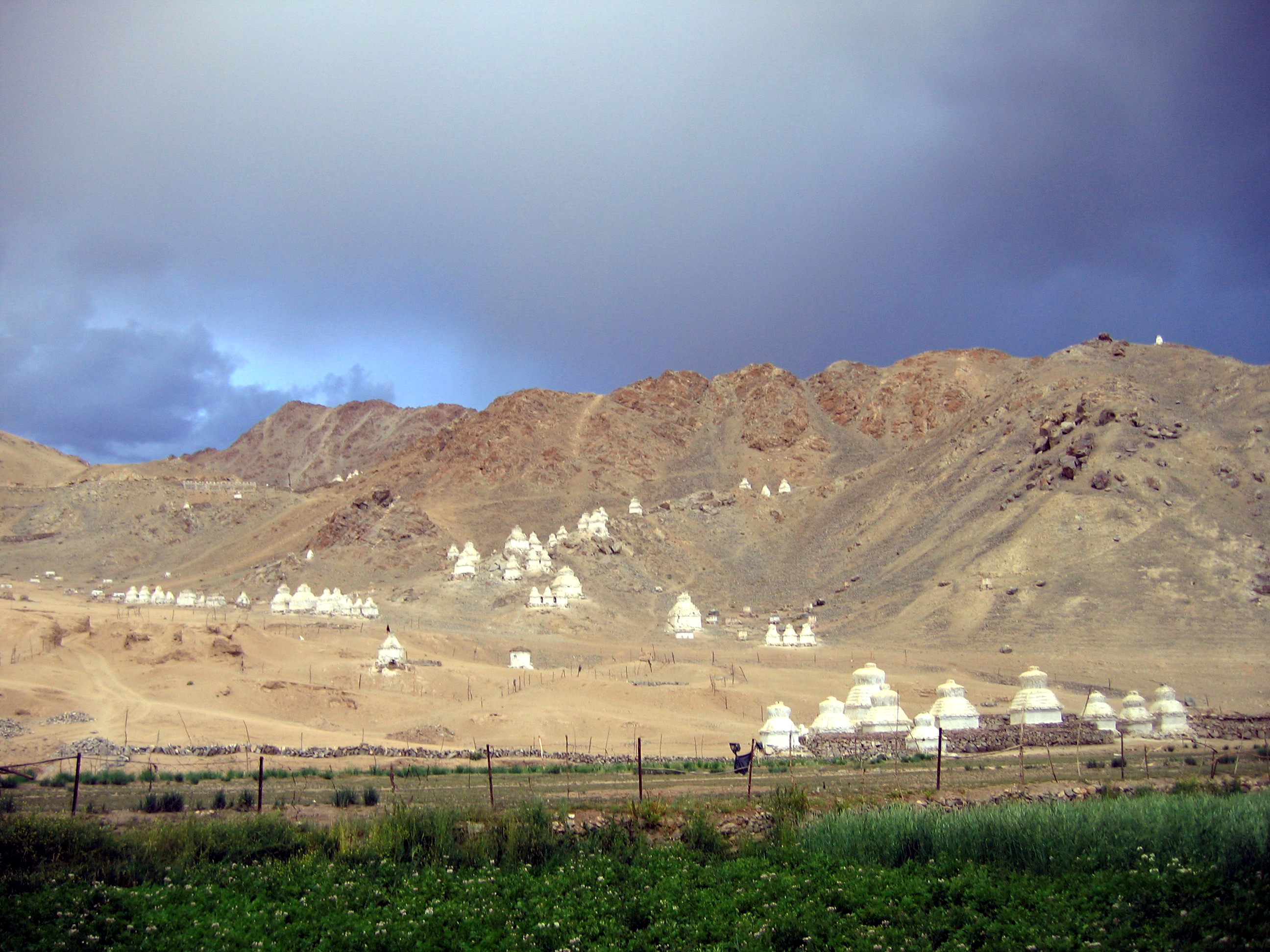
Традиційні тибетські краєвиди

Загальна площа території Тибету становить 1,2 млн км².
Рельєф гористий, середня висота над рівнем моря — 4000 м. Тут знаходиться найвища точка земної кулі — гора Еверест (Джомолунгма) з висотою 8848,43 м.
На території Тибету беруть початок багато великих річок Євразії, зокрема Янцзи (Муруй-Ус, Джи-Чу, Цзіньшацзян), Брахмапутра (Мацінг, Дамчог-Дзангбо, Ярлунг-Дзангбо, Цангпо), Хуанхе, Інд, Салуїн (Наг-Чу, Нуцзян), Меконг (Дза-Чу, Ланьцанцзян) та ін.
В гірських долинах знаходяться багато озер, які є священними для тибетців. Це Нам-Цо (Тенгрі-Нур), Сілінг-Цо, Тангра-Юмцо, Доге-Цорінг (Монкальм), Нгорінг-Цо (Орін-Нур), Гьярінг-Цо (Джарін-Нур), Нгангдзе-Цо, Нгангла-Рінгцо, Пангонг-Цо, Пума-Юмцо.
Середня температура липня +14 °C, січня −4 °C. Опадів випадає на заході від 1 мм в січні та 25 мм в липні, на сході 30 мм в січні та 80 мм в липні.
Територія Тибету досить багата на різні корисні копалини. Тут поширені 126 різних мінералів, серед яких уран, залізо, хроміт, золото, літій, боксит, мідь, вугілля, сіль, слюда, олово, нафта та інші.

## Історія

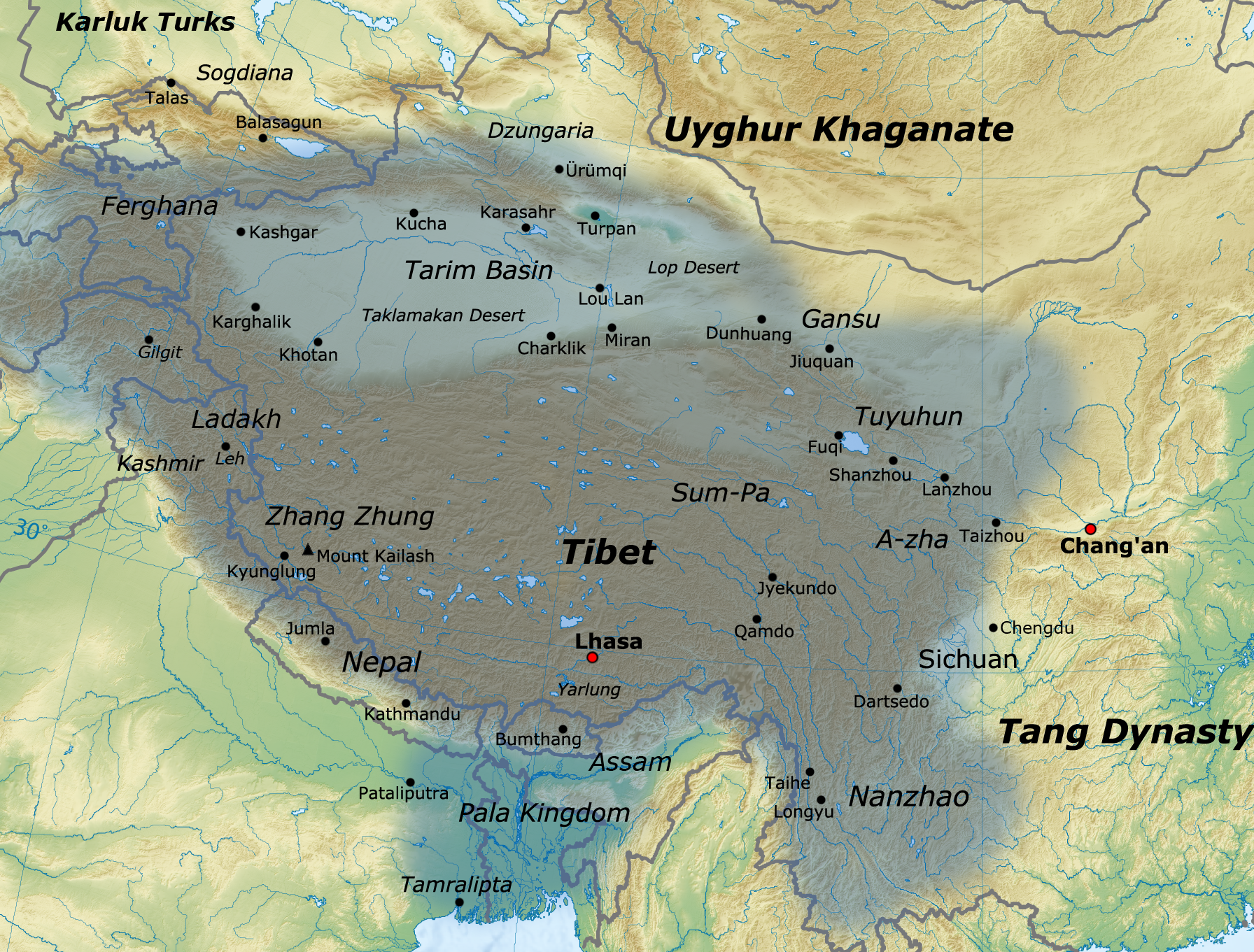
Тибетська імперія 780-ті — 790-ті рр.

Тибет став єдиною державою з VII ст. Об'єднав Тибет цемпо (імператор) Сронцангамбо. Його держава розпалася у IX ст. Після цього існували різні за розміром держави на території Тибету. Цей період відображено у літописі "Світле свічадо царських родоводів" та «Блакитному літописі» (автор Шоннупал, 1478 рік).
Перелік імператорів всього Тибету (представники Ярлуг):
- Сронцангамбо (580—650)
- Манронманцан (650—679)
- Дудсрон (679—703)
- Меагцом (703—755)
- Тисрондецан (755—797)
- Мунецанбо (797—798)
- Мутігцанбо (798—804)
- Тідесронцан (804—817)
- Ралпачан (817—841)
- Дарма (841—845)

Після смерті імператора Дарми Тибетська держава розпадається на Західнотибетське та Центральнотибетське царства, які, у свою чергу, протягом X ст. розпалися на менші князівства, відбувалося подальше подрібнення Тибету. Водночас все більшої влади набували буддійські монахи.
З XIII ст. в складі Монгольської імперії та монгольської династії Юань. У 1254 році Хубілай надав право на володіння Тибетом Саг'я Пагбі-ламі, лідеру ламаїстів. З середини XIV Тибет звільнився від влади монголів. До середини XVI ст. владу у країні перебирають на себе Далай-лами. У 1642 році Далай-лама V стає світським та релігійним володарем у країні. Тоді вводиться посада заступника Далай-лами — панчен-лами.
У 1751 році за часів імператора Цяньлуна з династії Цін Тибет — васал Китаю. З початком сінхайської революції у Китаї (1911 рік) Тибет знову стає незалежним.

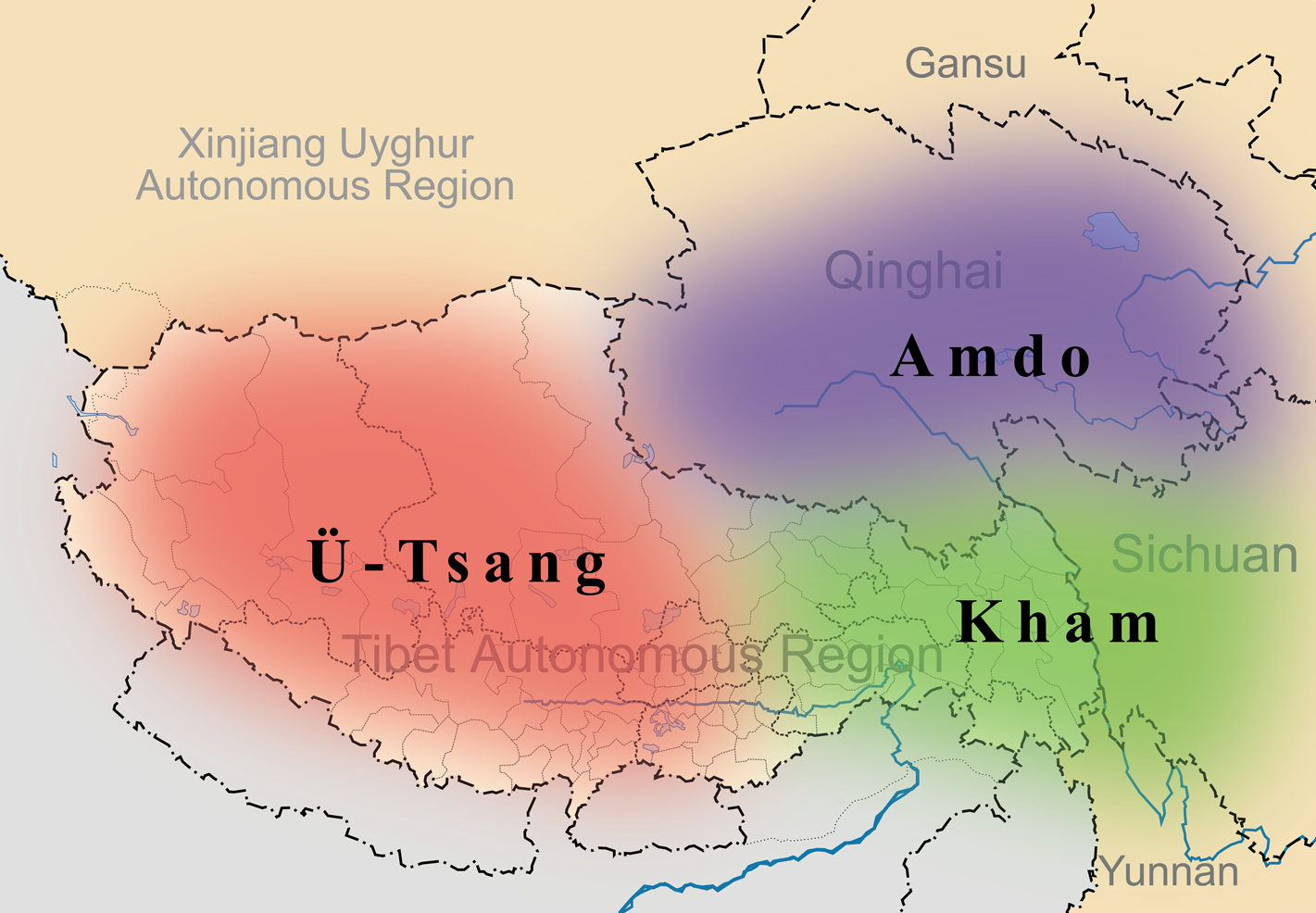
Історичні провінції Тибету

У квітні 1951 року під тиском китайського уряду уклали угоду зі 17 пунктів з КНР, включаючи анексію Тибету. У березні 1959 року відбулося масове повстання народу проти китайської влади.

Прапор Тибету

Тибетська опозиція розцінює політику китайської влади в регіоні, як геноцид проти тибетців. У минулому Тибет поділявся на кілька провінцій, які нині зберігають традиційну назву:
- У-Цанг
- Кхам
- Амдо

Сучасний китайський Тибетський автономний район займає тільки територію провінції У-Цанг та західну частину провінції Кхам. Східна ж частина Кхам та провінція Амдо зараз перебувають у межах китайських провінцій Юньнань, Сичуань, Цінхай та Ганьсу.

## Населення

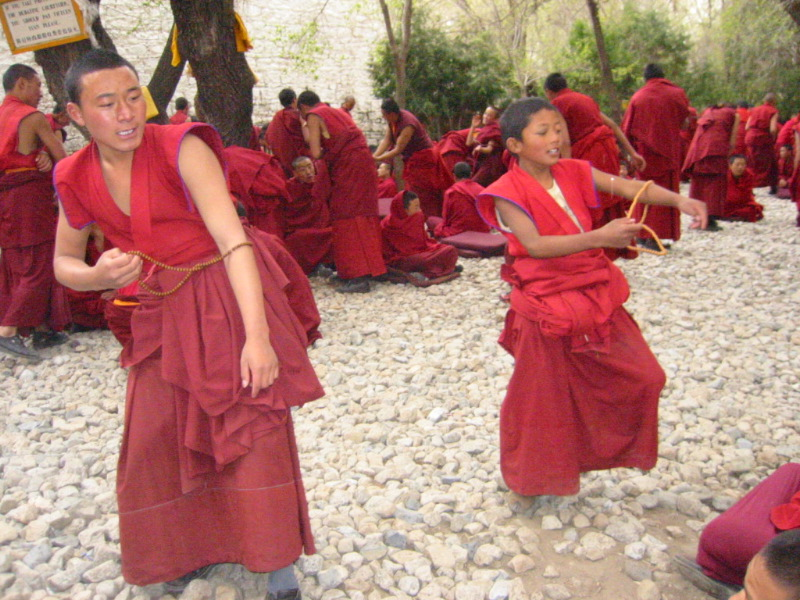
Юні тибетські монахи

Корінним населенням регіону є тибетці, які займаються в основному сільським господарством.
Уряд Тибету наводить кількість етнічних тибетців, що проживають в регіоні, на рівні 6 млн осіб, в той час як китайців — 7,5 млн. Китайська влада подає інші дані — 5,2 млн тибетців, 3,6 млн китайців та 1,6 млн осіб інших національностей (за даними перепису 2000 року).
За межами Тибету проживає також близько 134 тисяч тибетців, в тому числі в Індії 100 тис., Непалі 20 тис., США 8 тис., Європі 2,4 тис. (Швейцарії — 2 тис.), Бутані 1,5 тис., Канаді 1,2 тис., Австралії та Новій Зеландії 0,2 тис.
Рівень писемності серед етнічних народів становить менше 50 %.

## Культура
Своєрідністю відзначається тибетська музика, заснована на стародавніх традиціях. Також особливістю відзначається так звана тибетська опера.

## Цікаві факти
- у 1920-х роках у Тибеті існував податок на вуха та ніс;
- У 2001—2006 роках було збудовано ділянку залізниці Голмуд-Лхаса. З 1142 км ділянки — 969 км пролягають на висоті більш ніж 4 км над рівнем моря, також є залізнична станція, котра перебуває на висоті 5 км над рівнем моря. В пасажирські вагони на високогірних ділянках подають кисень, як через систему кондиціонування, так і індивідуально для кожного місця.

## Дипломати Тибету
- Темпа Церінг (Tempa Tsering)
- Діккі Чоян (Dicki Chhoyang)
- Лоді Г'ярі (Lodi Gyari)
- Тензін Тетонг (Tenzin Tethong)
- Таші Вангді (Tashi Wangdi)